# Krommenhoeke
Krommenhoeke (Zeeuws: Krommen'oeke) is een buurtschap bij Biggekerke in de gemeente Veere in de Nederlandse provincie Zeeland.
De naam verwijst naar de ligging van de weg waaraan de buurtschap ligt: de weg maakt een nogal kromme hoek. De naam van de weg is daarom ook Krommenhoeke. Krommenhoeke wordt voor het eerst in 1318 vermeld. Vroeger had Krommenhoeke een kerk, maar die is in de Tachtigjarige Oorlog vernietigd.
Krommenhoeke bestaat uit een aantal boerderijen. Bij de buurtschap ligt een vliedberg met de naam Krommenhoeke.